# 呂靈石
呂靈石（1900年8月1日—1980年）是一位日治時期臺灣的政治運動者及報社編輯，為臺灣神岡三角仔呂家之第七代（第十八世）子孫，亦是林獻堂之外甥，曾任東京台灣新民會理事，臺灣新民報與興南新聞社的編輯及印刷發行人。
父為光緒戊子科(1888年)舉人呂汝修之長子呂琯星，母為霧峰林家頂厝系，光緒癸巳恩科(1893年)舉人林文欽之長女，頂厝系三少爺林獻堂的大姊林金鵬，是神岡三角仔呂家與霧峰林家的聯姻重要後代。呂琯星與林金鵬共有四子，靈石排行第二，四子分別為呂磐石、呂靈石、呂巖石、呂煉石(過繼給呂汝玉三子呂佩芷)。

## 生平
他自幼於日本接受教育；1911年畢業於東京錦華小學校，後入明治大學預科，1926年成為明治大學法學部法學士。在大學時期擔任東京臺灣青年會總務幹事，亦與楊肇嘉、林呈祿、蔡惠如等人籌組東京新民會，並擔任該會理事。返臺後與楊肇嘉等人組織鄉土訪問演講團，亦參與臺灣議會請願運動，並擔任請願委員(1929年2.16-18日，第十次請願的上京代表)。1930年以後，他轉入新聞界，先後擔任臺灣新民報與興南新聞社的編輯印刷發行人。戰後，他被任命為日產處理委員會委員。此外，他是林獻堂推動臺灣自治運動過程中得力的左右手。

## 著作與編著
- 和漢兩文改正地方制度法規，昭和10[1935]
- 防空法及關係諸法規，昭和12[1937]
- 民報家庭寶典
- 臺灣人士鑑